# Jaïr
Jaïr (Hebreeuws: יָאִיר, "Hij (d.w.z.: God) verlicht") was volgens Rechters 10:3-4 in de Hebreeuwse Bijbel een rechter uit Gilead. Hij had 30 zonen, die op ezels reden en 30 nederzettingen hadden. Hij werd begraven in Kamon. Jaïr leidde de Israëlieten 22 jaar.

## Andere personen met de naam Jaïr
- De zoon van Segub en kleinzoon van Chesron, uit de stam van Juda. Hij werd bij de stam van Manasse geteld.
- De vader van Mordekai, de neef van koningin Ester.
- Jaïr was ook de vader van Elchanan, een van koning Davids helden. In het Hebreeuws wordt deze naam anders geschreven. Op deze schrijfwijze betekent Jaïr "Woud(bewoner)".